# Telipna cameroonensis
Telipna cameroonensis är en fjärilsart som beskrevs av Jackson 1969. Telipna cameroonensis ingår i släktet Telipna och familjen juvelvingar. Inga underarter finns listade i Catalogue of Life.